# Chama (geslacht)
Chama is een geslacht van mollusken, dat fossiel bekend is vanaf het Paleoceen.

## Beschrijving
Deze tweekleppige heeft een dikke en bolle linkerklep en een rechterklep, die een fijne microsculptuur vertoont. Beide kleppen bevatten concentrische roesjes, die zijn bezet met kwetsbare gegroefde uitsteeksels. Het gereduceerde slot is samengesteld uit twee in elkaar grijpende, ruw gemodelleerde tanden. De lengte van de schelp bedraagt ongeveer 3,5 cm.

## Leefwijze
Dit geslacht bewoont zandbodems in warme, ondiepe zeeën, waar het zich met de omgekrulde wervel hecht aan stenen, schelpen of koralen.

## Soorten
- Chama ambigua Lischke, 1870
- Chama arcana F. R. Bernard, 1976
- Chama asperella Lamarck, 1819
- Chama brassica Reeve, 1847
- Chama buddiana C.B. Adams, 1852
- Chama cerinorhodon Hamada & Matsukuma, 2005
- Chama cerion Matsukuma, Paulay & Hamada, 2003
- Chama circinata di Monterosato, 1878
- Chama congregata Conrad, 1833
- Chama coralloides Reeve, 1846
- Chama crenulata Lamarck, 1819
- Chama croceata Lamarck, 1819
- Chama dunkeri Lischke, 1870
- Chama echinata Broderip, 1835
- Chama florida Lamarck, 1819
- Chama frondosa Broderip, 1835
- Chama gryphoides Linnaeus, 1758
- Chama hicksi Valentich-Scott & Coan, 2010
- Chama isaacooki Healy, Lamprell & Stanisic, 1993
- Chama lactuca Dall, 1886
- Chama lazarus Linnaeus, 1758, fraaie juwelendoosoester of lazarusklap
- Chama limbula Lamarck, 1819
- Chama linguafelis Reeve, 1847
- Chama lobata Broderip, 1835
- Chama macerophylla Gmelin, 1791, boomblad-juwelendoosoester
- Chama oomedusae Matsukuma, 1996
- Chama pacifica Broderip, 1835
- Chama pellucida Broderip, 1835
- Chama producta Broderip, 1835
- Chama pulchella Reeve, 1846
- Chama rubropicta Bartsch & Rehder, 1939
- Chama ruderalis Lamarck, 1819
- Chama sarda Reeve, 1847
- Chama sinuosa Broderip, 1835
- Chama sordida Broderip, 1835
- Chama tinctoria F. R. Bernard, 1976
- Chama venosa Reeve, 1847
- Chama yaroni Delsaerdt, 1986